# Lara Salvador Peydro
Lara Salvador Peydro (Vinalesa, 1986), també coneguda com La Peydro, és una actriu i dramaturga valenciana.
Es va llicenciar en Interpretació per l'Institut de Teatre de Barcelona el 2011 i realitza diversos cursos de creació i dramatúrgia, interpretació, coreografia, dansa i cant el que la fa ser una artista multidisciplinària. La seua mare és vestuarista i el seu pare és el músic Jesús Salvador Chapi cofundador del Grup de Percussió Amores amb el qual ha col·laborat en diferents espectacles.
Com a actriu destaquen les seues actuacions en obres com Nosotros no nos mataremos con pistolas escrita i dirigida per Víctor Sánchez, premi Max Autoria Revelació 2016 i per la qual Lara Salvador rep el premi de l’Associació d'Actors i Actrius Professionals de València (AAPV) com a Actriu Revelació el 2015. O Alpenstock de Rémi de Vos dirigida per Ricard Soler amb que va obtindre el Premi a la Millor Actriu en els Premis BBVA de Teatre de 2019.
A l'àmbit audiovisual destaca el curtmetratge El Replà (2017) també guardonat amb el premi de «Millor actriu» en festival de Curtmetratges Ciutat d’Eivissa, i Parany una minisèrie d'À punt. El 2021 estrena Qué sabe nadie o les cançons de Penèlope? una obra escrita, dirigida i interpretada per ella mateixa que mescla el cabaret, el concert i el teatre amb el qual obté el premi Russafa Escènica 2020 de la ciutat de València.